# ألكسندر جنسكوف
ألكسندر جنسكوف (مواليد 1887) هو مبارز بالسيف روسي، مثّل بلاده في الألعاب الأولمبية الصيفية 1912.

## روابط خارجية
ألكسندر جنسكوف على موقع أوليمبيديا (الإنجليزية)